# Schukow-Medaille

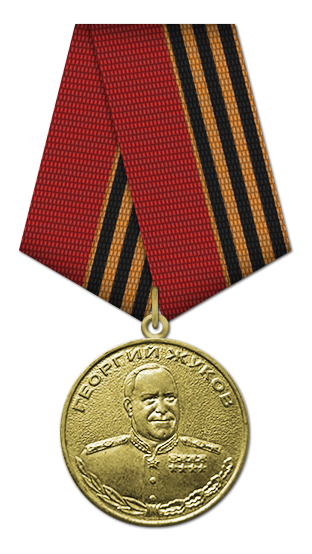
Schukow-Medaille

Die Schukow-Medaille (russisch Меда́ль Жу́кова) ist eine Auszeichnung der Russischen Föderation, die anlässlich des 100. Geburtstages des Marschalls der Sowjetunion und vier-fachen Helden der Sowjetunion Georgi Konstantinowitsch Schukow gestiftet wurde.
Zwischen 1995 und 2000 wurde die Medaille in der gesamten GUS verliehen.
Gestaltet wurde die Medaille von Waleri Nikolajewitsch Balabanow.

## Verleihungspraxis
Die Verleihungsvoraussetzungen wurden relativ weit gehalten: Sie wurde vergeben an „Soldaten und Zivilbedienstete der Roten Armee, der Marine, des NKWD, an Partisanen und im Untergrund agierende Personen“ für „Tapferkeit, Standhaftigkeit und Mut“ im Kampf gegen nationalsozialistischen und japanische Truppen, sowie zum Gedenken an den 100. Geburtstag von G.K. Schukow, aber auch an Angehörige des Geschäftsbereichs des russischen Verteidigungsministeriums und anderer Ministerien und Behörden, in denen Wehrdienst geleistet werden kann, für „Mut und Tapferkeit“ im Kampf „zur Verteidigung des Vaterlandes“ und der Interessen der RF. Sie kann auch posthum verliehen werden.
Schätzungsweise wurden seit 2005 2,5 Millionen Verleihungen an Weltkriegs-Veteranen und 10.000 Verleihungen an Angehörige der Streitkräfte vorgenommen.

## Geschichte
Die Medaille wurde durch den Ukas No. 930 des Präsidenten der Russischen Föderation, Boris Jelzin, vom 9. Mai 1994 gestiftet, welcher auf Ukas No. 430 vom 2. März 1992 basierte (welcher das System der Auszeichnungen im neu konstituierten Russland geregelt hatte). Das Statut der Medaille wurde mit Ukas Nr. 243 vom 6. März 1995 geregelt.
Durch Beschluss der Staatschefs der GUS vom 26. Mai 1995 wurde die Medaille zu einer quasi gesamt-sowjetischen Medaille, die Verleihung außerhalb Russlands währte allerdings nur bis ins Jahr 2000. Alle Länder übernahmen die Bestimmungen des Ukas Nr. 243, außerhalb Russlands wurden aber nur Teilnehmer des Deutsch-Sowjetischen Krieges ausgezeichnet. Die Verleihungen erfolgten durch ein Dekret eines der Staatsoberhäupter der GUS-Staaten.
Personen, die den gleichnamigen Schukow-Orden erhielten, konnten nicht mit der Schukow-Medaille ausgezeichnet werden.
Wurde bis zum Dezember 1995 die Medaille nur an Teilnehmer des Deutsch-Sowjetischen Krieges verliehen, konnte nach der Ergänzung des Status durch den Ukas No. 1334 (30. Dezember 1995) die Medaille auch an Mitglieder des russischen Militärs und sonstige Personengruppen verliehen werden, geregelt wurde dies in Ukas No. 72-rp vom 19. Februar 1996.
Aktuelle Verleihungen basieren auf Ukas No. 1099 vom 7. September 2010, zuletzt ergänzt am 19. November 2021. Seit dem 7. September 2010 trägt die Medaille auch den Schriftzug „Für Hervorragende Dienste“ – „ЗА ОТЛИЧИЕ В СЛУЖБЕ“ auf der Rückseite.

## Varianten
Das Aussehen der Medaille änderte sich immer wieder geringfügig. Eine goldene Medaille ohne Nummerierung wurde an Veteranen des Deutsch-Sowjetischen Krieges verliehen, eine goldene Medaille mit Nummerierung an Tschetschenien und Georgien-Kämpfer, eine silberne Medaille mit Nummerierung an Syrien-Kämpfer.

## Trageweise
Die Medaille reiht gem. den russischen Regelungen vor der Nesterow-Medaille und nach der Uschakow-Medaille.

## Trivia
Die Abbildung Schukows ist historisch unkorrekt: Obgleich ihm der Ehrentitel „Held der Sowjetunion“ erst am 1. Juni 1945 und am 1. Dezember 1956 zum dritten bzw. vierten Mal verliehen wurde, sind die entsprechende Medaillen auf der Medaille in Verbindung mit einer Uniformjacke abgebildet, die seit April 1945 in der Roten Armee nicht mehr getragen wurde.